# Herbert Bayer

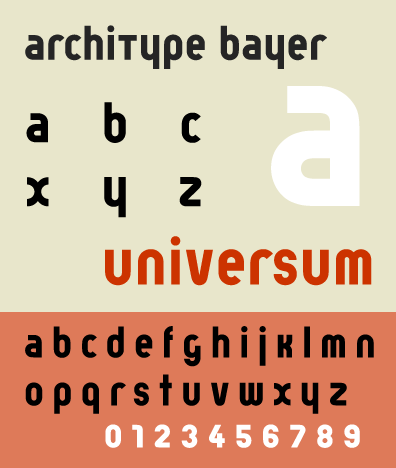
Experimentální písmo z roku 1925

Herbert Bayer (5. dubna 1900 Haag am Hausruck – 30. září 1985 Montecito) byl rakousko-americký grafik, typograf, malíř, fotograf, sochař, návrhář a architekt. V roce 1937 byl jedním z umělců, jejichž díla byla vystavena na Entartete Kunst v Mnichově.
Patřil mezi protagonisty radikální „bauhausovské“ moderny.

## Publikace
- Versuch einer neuen Schrift. In: Offset. 7/1926.
- herbert bayer. Visuelle Kommunikation, Architektur, Malerei. Das Werk des Künstlers in Europa und USA. Otto Maier Verlag, Ravensburg 1967 (Originalausgabe: herbert bayer. painter, designer, architect. Verlag Reinhold Publishing Corporation, New York 1967).
- Ich stelle mir keine Grenzen. Gespräch mit Herbert Bayer von Jürgen Claus. In: Kunstreport. 3'79, Informationsblatt Deutscher Künstlerbund e. V., Berlin 1979.
- Fotografie zwischen Realität und Montage. Gespräch mit Herbert Bayer von Jürgen Claus. In: Kunstreport. 4'86, Informationsblatt Deutscher Künstlerbund e. V., Berlin 1986.
- Herbert Bayer: Kunst Universell. Vienna, Austria: Edition Suppan Fine Arts, 1997